# Primer govern de transició de la Generalitat Valenciana
Primer govern de transició de la Generalitat Valenciana fou el gabinet executiu esdevingut després de l'aprovació de l'Estatut d'Autonomia de la Comunitat Valenciana el juliol de 1982 i que va estar actiu d'agost a novembre d'aquell any sota la presidència d'Enric Monsonís Domingo (UCD).
Aquesta etapa de transició, tant pel que fa a l'executiu com al legislatiu (vegeu: Etapa transitòria de les Corts Valencianes), comprén entre l'aprovació de l'Estatut d'Autonomia i la convocatòria de les primeres eleccions autonòmiques al País Valencià celebrades el maig de 1983.

## Composició[1]
| Presidència              | Partit |
| ------------------------ | ------ |
| Enric Monsonís i Domingo |        |

| Conselleria                                | Conseller                | Partit      |
| ------------------------------------------ | ------------------------ | ----------- |
| Vicepresidència                            | Felip Guardiola Sellés   |             |
| Conselleria d'Interior                     | Felip Guardiola Sellés   |             |
| Conselleria de Cultura                     | Ciprià Císcar i Casaban  |             |
| Conselleria de Sanitat i Seguretat Social  | Ciprià Císcar i Casaban  |             |
| Conselleria d'Economia, Comerç i Indústria | Segundo Bru Parra        |             |
| Conselleria de Sanitat i Seguretat Social  | Salvador López Sanz      |             |
| Conselleria adjunta a la Presidència       | Josep Lluís Sorribes Mur |             |
| Conselleria d'Hisenda                      | Jorge Navarro Canuto     |             |
| Conselleria d'Obres Públiques i Urbanisme  | Luis Verdú López         |             |
| Conselleria d'Educació                     | Amparo Cabanes Pecourt   | Independent |
| Conselleria de Treball                     | Ángel Luna González      |             |
| Conselleria de Turisme i Transport         | Vicente Gómez Chirivella |             |

1. ↑  Cessa el 29 de setembre de 1982 com a Conseller de Sanitat i Seguretat Social
2. ↑  Nomenat el 29 de setembre de 1982 com a Conseller de Sanitat i Seguretat Social